# 埃里克·克杜斯
埃里克·克杜斯（1990年4月27日—），愛沙尼亞籃球運動員，現在效力於VTB籃球聯賽球隊BC Kalev/Cramo。他也代表愛沙尼亞國家籃球隊參賽。